# Nowaczene (obwód sofijski)
Nowaczene (bułg. Новачене) – wieś w Bułgarii, w obwodzie sofijskim, w gminie Botewgrad. Według danych szacunkowych Ujednoliconego Systemu Ewidencji Ludności oraz Usług Administracyjnych dla Ludności, 15 września 2022 roku miejscowość liczyła 1305 mieszkańców.

## Tradycje
We wsi kultywuje się tradycję kolędowania, łazarowania (św. Łazarz) i topienia pierścieni. Poza tym zachował się pogański zwyczaj, przeganiania węży i jaszczurek ze wsi i domu.

## Zabytki
W 1898 roku zbudowano cerkiew Zaśnięcia Najświętszej Maryi z krzyżowymi kopułami, który jest jednym z największych cerkwi wiejskich w eparchii Łowczanska. Ikonostas cerkwi jest dziełem mistrza Nestora Aleksiewa.